# Svetozar Damjanović
Svetozar Damjanović (Darda, ??. ??. 1851. – Subotica, 16. ožujka 1925.), profesor srpskog jezika i književnosti, njemačkog jezika, opće povijesti i zemljopisa.
Nižu gimnaziju završio u Srijemskim Karlovcima, a višu i ispit zrelosti u Osijeku. Na Filozofskom fakultetu u Budimpešti slušao pet semestara kao Tekelijin pitomac, a šesti semestar slušao na Filozofskom fakultetu u Beču. Godine 1887. izabran za nastavnika Više devojačke škole u Pančevu, u kojoj je predavao "zemljopis, povijest i prirodu, a ponekad srpski jezik i pisanje". Od 1888. do 1895. godine bio upravitelj u toj školi, a onda prešao na dužnost profesora Učiteljske škole u Somboru. Godine 1884. položio nastavnički ispit pred povjerenstvom u Zagrebu iz "slovničko-historičke grupe" (hrvatski i njemački jezik, zemljopis, povijest, pedagogija, metodika i logika). Radeći u Učiteljskoj školi dugo godina, napisao dva udžbenika iz zemljopisa. U Školi organizirao đačku družbu "Prehodnica", dugo godina je vodio i o njenom radu pisao u školskim izvješćima. Poslije umirovljenja preselio se u Suboticu.